# Jure Vran
Jure Vran, slovenski rokometaš, * 23. julij 1984, Koper.

## Klubska kariera
Vran se z rokometom se ukvarja že od otroštva, igra na položaju vratarja. Njegov prvi rokometni klub je bil RK Cimos Koper, kjer je igral od leta 1993, v članski konkurenci pa od sezone 2004/05 do 2007/08. V sezonah 2008/09 in 2009/10 je igral za RD Slovan, v prvem delu sezone 2010/11 v nemškem klubu Frisch Auf Göppingen, v drugem delu sezone pa se je vrnil v matični klub RK Cimos Koper. 
S Cimosom je se je v sezoni 2007/08 uvrstil v polfinale Pokala Evropske rokometne zveze, v isti sezoni osvojil slovenski pokal in drugo mesto v slovenski ligi. V sezoni 2010/11 je s klubom ponovno osvojil slovenski pokal ter tudi slovensko ligo in pokal Challenge Cup. S Slovanom je v sezoni 2008/09 osvojil peto mesto v slovenski ligi in tretje mesto v slovenskem superpokalu, v sezoni 2009/10 pa četrto mesto v slovenski ligi in uvrstitev v polfinale pokala Challenge Cup.

## Reprezentančna kariera
Bil je član slovenske kadetske in mladinske reprezentance, občasno igra v slovenski reprezentanci. Na Evropskem mladinskem prvenstvu 2004 v Latviji je osvojil tretje mesto, na Svetovnem mladinskem prvenstvu 2005 pa osmo mesto. 